# Fundición a la arena
Fundición en molde de arena, es un proceso de fundición del metal caracterizado por utilizar arena como el material de molde. Las fundiciones a la arena se producen en talleres especializados llamados fundiciones. Más del 70% de todas fundiciones de metal están producidas por medio de esta técnica. Es una de las técnicas más prolíficas desde la antigüedad, debido a la abundancia de los materiales que se utilizan: arena y arcilla.
La fundición a la arena es relativamente barata y suficientemente refractaria (que aguanta altas temperaturas) incluso para fundir acero. Además de la arena, se usa un agente aglomerante adecuado (normalmente bentonita, un tipo de arcilla) que se mezcla con la arena. La mezcla es humedecida, y a veces se le agregan otras sustancias, para desarrollar la fuerza y plasticidad necesarias para hacer un molde adecuado. La arena es típicamente contenida en un sistema de marcos o cajas conocidas como matrices.  Las cavidades de molde están creados por arena compacta alrededor de los modelos, o patrones, o cavando directamente en la arena.

## Proceso básico
Hay seis pasos en este proceso:
1. Colocar un diseño en la arena para crear un molde.
2. Incorporar el patrón y la arena en un sistema de cajas.
3. Sacar el diseño.
4. Llenar la cavidad de molde con metal fundido.
5. Dejar enfriar el metal.
6. Romper el molde de arena y sacar la pieza.

### Componentes

#### Patrones

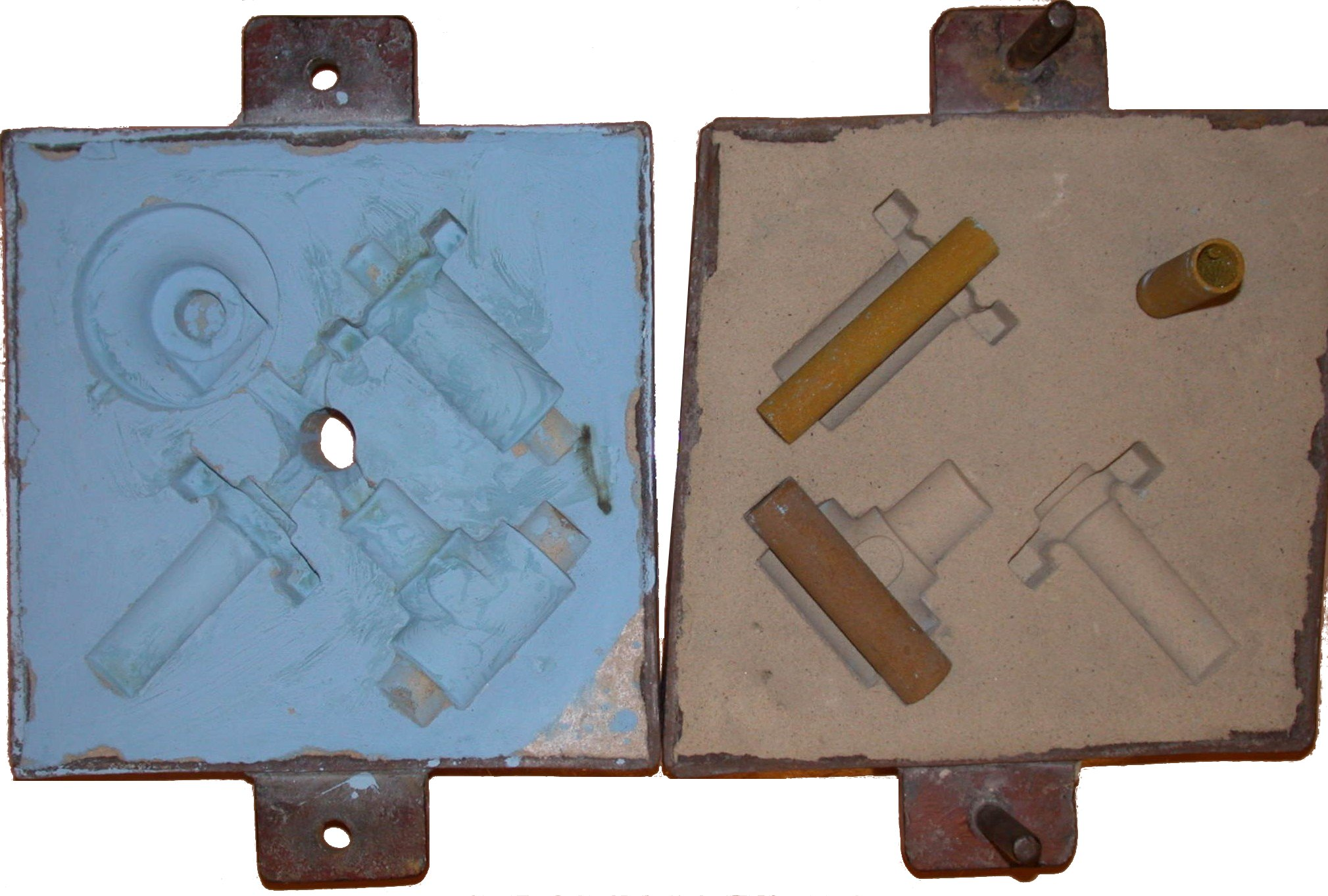
(mitades superiores e inferiores de un molde de arena), con núcleos en su sitio

Del diseño, proporcionado por un ingeniero o diseñador, un fabricante especializado construye un modelo del objeto para ser producido, utilizando madera, metal, o un plástico como el poliestireno. El metal para ser vaciado se contraerá durante solidificación, y esto puede ser irregular debido a enfriamiento desigual. Por tanto, el diseño tiene que ser ligeramente más grande que el producto que se desea, una diferencia sabida cuando margen de contracción.